# Intabanaout
Intabanaout (auch: Antabandout, Intabanaoute, Intabanot, Intabanout, Intabanoutt) ist ein Dorf in der Landgemeinde Tarka in Niger.

## Geographie
Das Dorf liegt rund 64 Kilometer nordwestlich des Hauptorts Belbédji der Landgemeinde Tarka und des Departements Belbédji, das zur Region Zinder gehört. Zu den Siedlungen in der näheren Umgebung von Intabanaout zählen Tendé im Nordosten und Batté Centre im Südosten.
Intabanaout ist Teil der Übergangszone zwischen Sahara und Sahel. Die durchschnittliche jährliche Niederschlagsmenge beträgt hier zwischen 200 und 300 mm.  Die Mare d’Intabanaout ist ein kleiner, nicht ständig wasserführender See. Der in einer Niederung gelegene Wald von Intabanaout erstreckt sich über eine Fläche von 2000 Hektar und steht unter Naturschutz.

## Bevölkerung
Bei der Volkszählung 2012 hatte Intabanaout 255 Einwohner, die in 35 Haushalten lebten. Bei der Volkszählung 2001 betrug die Einwohnerzahl 218 in 39 Haushalten.
In der Siedlung leben Angehörige der Ethnie der Tuareg. Es wird die Sprache Tamascheq gesprochen. Die Bevölkerungsdichte in diesem Gebiet ist gering und liegt bei unter 10 Einwohnern je Quadratkilometer.

## Wirtschaft und Infrastruktur
Die Bevölkerung bestreitet ihren Lebensunterhalt hauptsächlich durch Viehzucht. Mit einem Centre de Santé Intégré (CSI) ist ein Gesundheitszentrum im Dorf vorhanden. Es gibt eine Schule.